# Puerto de Sevilla
El Puerto de Sevilla está situado al sur de la ciudad de Sevilla, en el estuario del río Guadalquivir y a unos 90 kilómetros de su desembocadura en el océano Atlántico. Actualmente es el único puerto comercial marítimo de interior de España.

## Historia

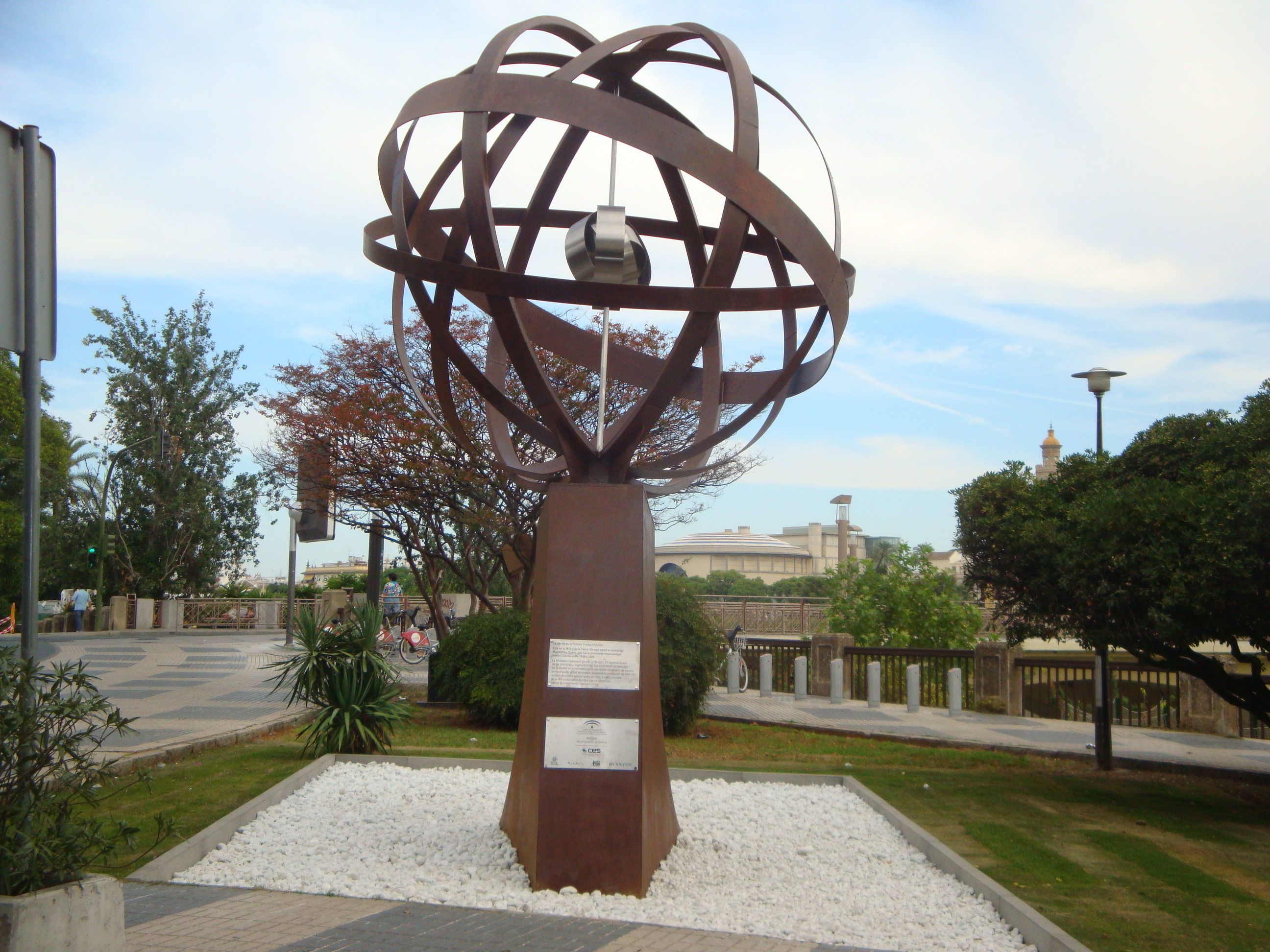
Monumento a la Milla Cero de la Tierra, dedicado a la primera circunnavegación del planeta, llevada a cabo por Juan Sebastián Elcano. El monumento es de 2010.

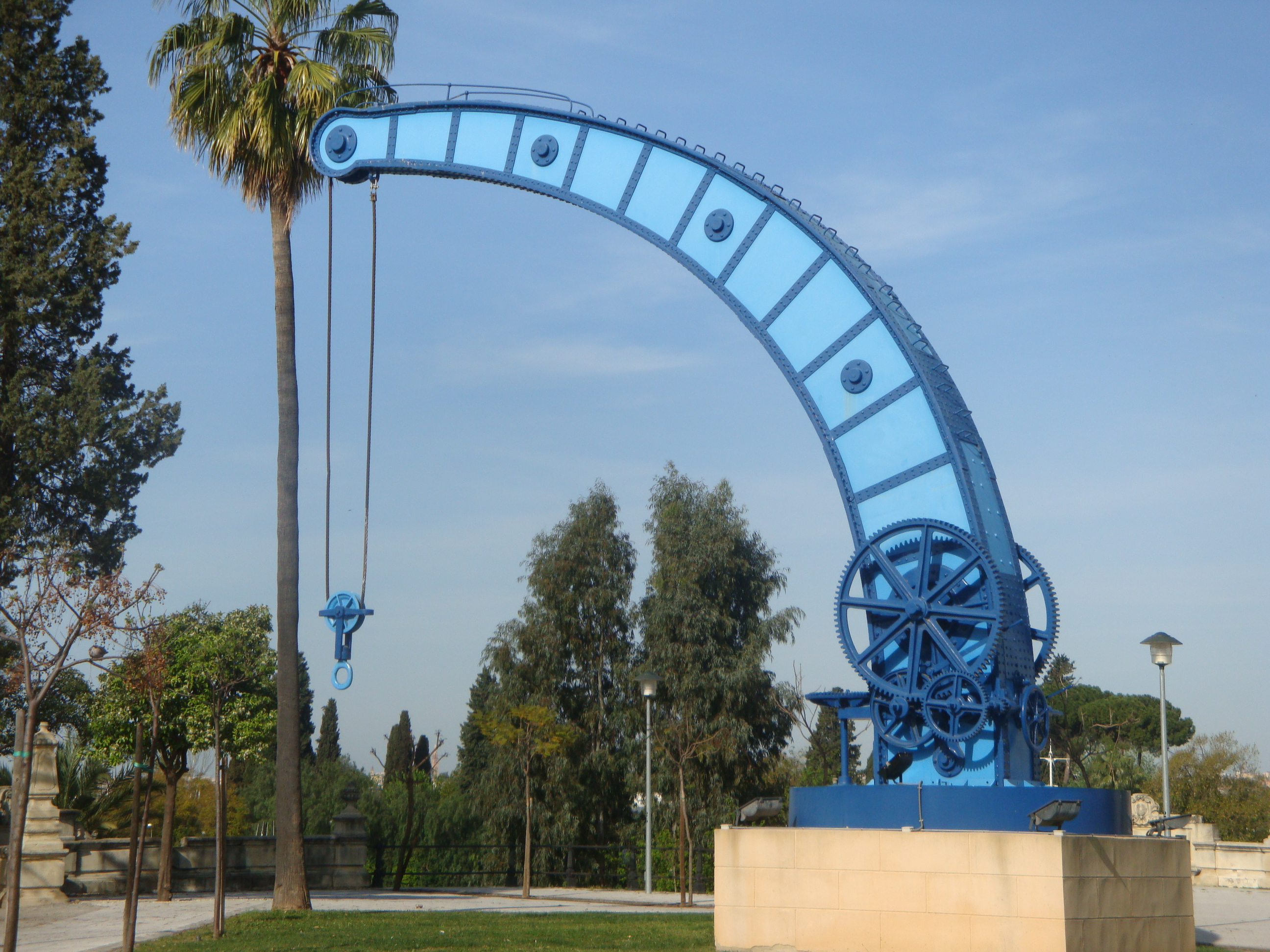
Antigua Grúa Fairbairn, ubicada en el Puerto de Sevilla.

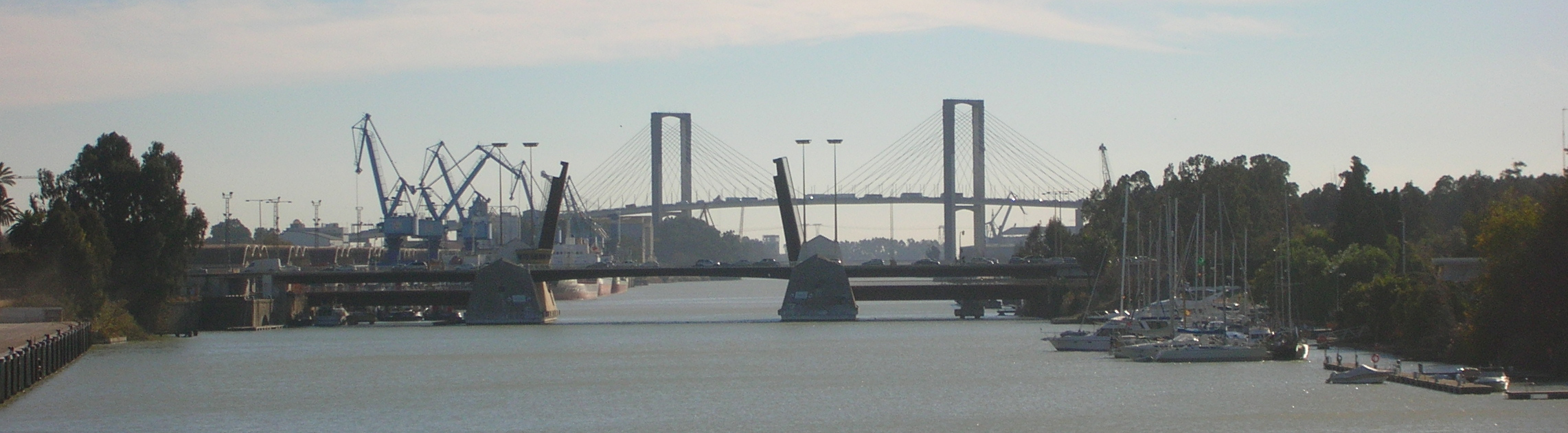
Vista general del Puerto de Sevilla desde el puente de Los Remedios, con el puente del Centenario.

Plano del Puerto de Sevilla.

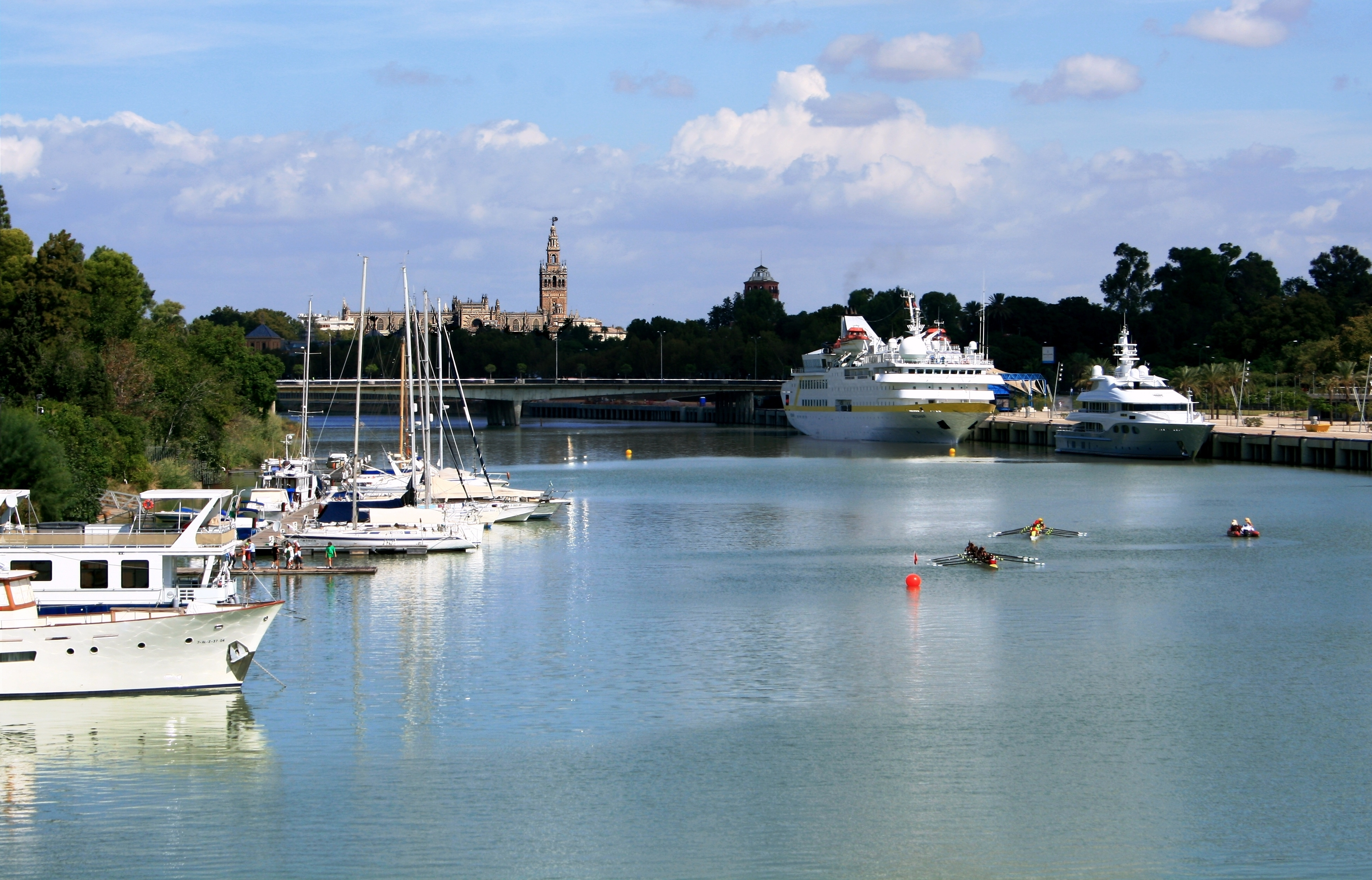
Panorámica del muelle de las Delicias.

### Edad Antigua y Edad Media
La Biblia dice que a Salomón, rey de Israel en el siglo X a. C., le eran traídos oro, plata, marfil, monos y pavos reales en naves de Tarsis. Muchos autores han identificado la Tarsis bíblica con Tartessos, una civilización que abarcaba la actual Sevilla, aunque otros rechazan esto argumentando que esos productos eran traídos del mar Rojo, el golfo Pérsico o la India y que el término "naves de Tarsis" hace referencia a barcos para viajes largos, con independencia de su destino.
En el siglo IV a. C. el griego Éforo de Cime escribió que Tartessos estaba bañada por un río por el que se llevaba oro, cobre y estaño traídos de territorio celta. Los tartesios probablemente transportaban estaño del norte de la península ibérica hasta su capital por tierra por la que posteriormente sería conocida como vía de la Plata. Luego este era objeto de un comercio en barco desde el Atlántico al Mediterráneo.
El comercio de estaño en la Antigüedad era muy importante porque es necesario para la producción de bronce.
En el siglo I a. C. Diodoro Sículo escribió que la colonia focense de Massalia (la actual Marsella), en el Mediterráneo, llevaba a cabo el comercio de estaño trayéndolo de la costa atlántica francesa por un camino terrestre que recorría la Galia en treinta días. Esto debió afectar económicamente el comercio de estaño tartesio.
Gracias a autores como Estrabón (I a. C.), Plinio el Viejo (siglo I), Pomponio Mela (siglo I), Apiano (siglo II) y Avieno (siglo IV) se sabe que en la Edad Antigua los únicos ríos navegables de la vertiente atlántica de la península ibérica eran Miño, Duero, Voga, Limia, Mondego, Tajo, Sado, Guadiana y Guadalquivir (llamado Betis en época romana). En la vertiente mediterránea el único río navegable era el Ebro.
En el siglo I a. C. el griego Estrabón escribió sobre la región:

La Turdetania es un país sumamente próspero. Dando productos de todas clases y en gran cantidad, esta riqueza está duplicada por la exportación. Porque lo que sobra de los productos se vende fácilmente dado el número de barcos [...] Se exporta de Turdetania mucho trigo, vino y aceite, no solo en cantidad, sino también muy bueno. De igual manera se exporta cera, miel, pez, mucho kermes y almagre. Además se hace no poca salazón de pescado [...] Antes ha venido de Turdetania mucha tela para vestidos, pero hoy solo lana.

La exportación de aceite de oliva de la provincia Bética a Roma fue muy importante. Una muestra es es el monte Testaccio de Roma. Se trata de una colina artificial de 250 × 150 m (metros) en su base y de más de 50 m de altura, formada por los millones de restos de ánforas olearias (de aceite de oliva), arrojadas en él durante casi trescientos años, desde la época de Augusto, hasta mediados del siglo III, donde el 80 % corresponde a ánforas bética. En donde está el Hospital de las Cinco Llagas de Sevilla se encontró una alfarería que producía ánforas (sobre todo olearias del tipo Dressel 20 y 23 y de vino de tipo Dressel 28), cerámica común y materiales de construcción desde el siglo I hasta probablemente mediados del siglo III.
En la Antigüedad el río discurría unos cientos de metros al este del actual cauce, por el actual Casco Antiguo de la ciudad. Recorría la ciudad pasando por la actual Alameda de Hércules, por las actuales calle Trajano, plaza del Duque, calle Campana y calle Sierpes, hasta la Avenida de la Constitución y los jardines del Cristina. En la época turdetana y de la República romana el puerto se encontraba en la zona donde actualmente se encuentran la parte septentrional del Patio de los Naranjos y el palacio arzobispal. En la cercana calle Alemanes se han encontrado restos de posibles almacenes portuarios.
Se ha encontrado una fábrica de salazones de la primera mitad del siglo I, ya en tiempos del Imperio romano, en la Plaza de la Encarnación. Los salazones debieron ser objeto de comercio por vía fluvial.
También se han encontrado posibles almacenes portuarios, presentes en el siglo I, en las zonas de la calle Peris Mencheta, la Plaza de la Encarnación, la calle Cuna, la Cuesta del Rosario, el Patio de Banderas y la Avenida de Roma. En la Plaza Virgen de los Reyes se encontraron restos de un posible edificio portuario, también del siglo I.
En el siglo IX empezó a formarse por agradación un brazo occidental del río. El canal de río principal estuvo, desde el siglo XI, prácticamente abandonado y parcialmente desecado, en favor del brazo occidental que coincide con el trazado de la dársena actual.
Consta que en el siglo XII, cuando Sevilla estaba todavía en manos de los musulmanes, ya había una colonia de genoveses.
En 1248 Fernando III conquistó la ciudad y en 1251 les concedió a los genoveses privilegios para incentivar el comercio. Alfonso X confirmó estos privilegios en 1261.
En el siglo XIII, el rey Alfonso X señaló en su Crónica general que a la ciudad venían barcos de «Tánger, Ceuta, Túnez, Alejandría, Génova, Portugal, Inglaterra, Pisa, Lombardía, Burdeos, Bayona, Sicilia, Vasconia, Aragón e aún de Francia».
Alfonso XI les concedió en 1316 a los comerciantes genoveses en Sevilla la exención del pago del impuesto sobre las ventas (alcabalas) de bestias de carga y en 1346 les eximió de las alcabalas de cualquier cosa que comprasen. Alfonso XI en 1326 les otorgó un salvoconducto a los genoveses, confirmado en 1327, para que lo esgrimiesen ante los piratas y malhechores en tierra y Enrique III en 1397 firmó un decreto para que navegasen libremente durante la guerra con Portugal.

### Puerto de Indias
Sevilla tenía un tejido comercial muy desarrollado a finales del siglo XV. Por su puerto entraban productos como el oro de Sudán, azúcar de las Islas Canarias (el archipiélago canario empezó a producir azúcar en las últimas décadas del siglo XV, alcanzando su apogeo azucarero en 1550, entrando este en decadencia en el siglo XVII), colorantes del Magreb, telas de Flandes, armas italianas, estaño inglés y salazones del mar del Norte.
En septiembre de 1500 Alonso Vélez de Mendoza y Luis y Cristóbal Guerra partieron del puerto de Sevilla al mando de sendos barcos y descubrieron los actuales estados brasileños de Paraíba, Pernambuco, Bahía y Espíritu Santo.
Cristóbal Colón zarpó de Sevilla el 3 de abril de 1502 para realizar su cuarto viaje a América, en el cual recorrió la costa de Centroamérica.
En 1503 los Reyes Católicos establecieron en Sevilla la Casa de la Contratación de Indias, que centralizaba en su puerto todo el tráfico marítimo castellano y aragonés con el Nuevo Mundo. El motivo por el que se escogió esta ciudad como sede fue que tenía un puerto de interior (lo que protegía a los barcos de las tormentas y los posibles ataques), contaba con un tejido mercantil desarrollado, una abundante población para surtir las expediciones o para consumir productos (a finales del siglo XV Sevilla era la ciudad más poblada del Reino de Castilla, con entre 40 000 y 65 000 habitantes) y unos alrededores agrícolas que podían abastecer a los barcos.
En el siglo XVI la zona típicamente portuaria estaba en el Arenal. Se disponía de una extensión de 720 metros de largo, entre la Torre del Oro y el Puente de Barcas de Triana, y 240 metros de ancho, que era lo que había entre la Torre del Oro y el Postigo del Carbón. En este lugar se encontraba el conocido como muelle de la Aduana. Esta zona del puerto fue conocida como el Compás de las Naos, el Compás del Río o el Compás de la Laguna (porque a veces se inundaba con las lluvias).
En el siglo XVI muchas salidas al Nuevo Mundo solían tener lugar desde el muelle de las Mulas, en el actual barrio sevillano de Los Remedios. La expedición de Rodrigo de Bastidas, en la que iban también Juan de la Cosa y Vasco Núñez de Balboa, que recorrió las costas de Venezuela, Colombia y Panamá salió de este lugar en 1502. La nao San Juan Bautista, que llevó a Hernán Cortés a Santo Domingo en 1506, se encontraba en este muelle.
Se ha contabilizado que, entre finales del siglo XV y comienzos del XVI, hubo una quincena de lugares de parada habitual de barcos en el curso del río Guadalquivir hasta Sevilla. De estos lugares, tenían villas Sanlúcar de Barrameda y Coria del Río. Sanlúcar de Barrameda era una parada técnica, donde solía haber un cambio de pilotos y donde se esperaban buenas condiciones para poder cruzar la barra. Coria del Río, por su parte, era un lugar para cargar productos de la comarca del Aljarafe, como aceite de oliva y leguminosas. Los barcos más grandes solían parar en el paraje de La Horcada, para aligerar su carga antes de seguir subiendo el Guadalquivir o para completar la carga si partían. En el siglo XVII el paraje de El Borrego tomó el relevo de este lugar.
En 1508 se autorizó a Cádiz y Sanlúcar de Barrameda el embarque a las Indias, bajo la supervisión de un delegado de la Casa de Contratación.
En 15 de mayo de 1509 Juana I autorizó a los barcos que se encontraban en Cádiz y que no quisieran navegar hasta Sevilla a ser registrados en Cádiz por el contino real Pedro del Águila, con la asistencia del entonces escribano del concejo gaditano Antón Romí.
Juan Ponce de León zarpó con tres barcos desde Sevilla en 14 de mayo de 1515 para las Antillas.
La expedición de Magallanes-Elcano, que dio la primera vuelta al mundo, zarpó con cinco naves el 10 de agosto de 1519 del muelle de las Mulas.
En 1519 se decidió autorizar el flete y descarga de barcos de las Indias en Cádiz y Sanlúcar de Barrameda, también con supervisión de delegados de la Casa de Contratación.
En 1522 se autorizó al puerto de La Coruña a organizar expediciones a las Islas Molucas, en las Indias Orientales, pero en 1529 el puerto gallego perdió el acceso a este tráfico cuando esas islas pasaron a Portugal.
Entre 1525 y 1534 se permitió a las Islas Canarias participar en el comercio americano. Desde mediados del siglo XVI se permitió zarpar de Canarias a las Indias a los barcos, con supervisión de delegados de la Casa de Contratación.
En 1529 Carlos I suavizó el monopolio sevillano autorizando a ocho puertos españoles (La Coruña, Bayona, Avilés, Laredo, Bilbao, San Sebastián, Cartagena y Málaga) a comerciar con América, aunque los barcos debían pasar antes por Sevilla para facilitar la tarea fiscalizadora de la Casa de la Contratación. En 1573 Felipe II restableció el monopolio de Sevilla.
Desde el siglo XVI se exportó al Nuevo Mundo desde Sevilla gran cantidad de vino producido en comarcas andaluzas como el Aljarafe sevillano y el Condado de Huelva. También se embarcaba aceite de oliva, trigo, lana, cueros, frutos secos y mercurio de Almadén (que se usaba para extraer la plata por el procedimiento de la amalgama).
En el siglo XVI consta que la industria naval sevillana no tenía mucho crédito porque la madera de la que se servía para construir barcos no era de buena calidad. El velamen, las cuerdas y otras partes esenciales había que traerlas de fuera. Todo esto impidió que la ciudad tuviese una industria naval potente. Además, por temas de calado, no se podían fabricar barcos de más de 500 toneladas. Por Real Cédula del 16 de junio de 1593 se prohibió que los barcos fabricados en Sevilla se empleasen en las rutas con las Indias. Esta norma tuvo algunas excepciones en el tiempo. El astillero que hubo en el barrio de Triana en los siglos XVI y XVII se dedicó, sobre todo, a fabricar barquitos de pesca, chalupas, gabarras y veloces avisos de 50 toneladas, así como a la reparación de buques.
Que los barcos tuvieran que ir por el golfo de Cádiz para remontar luego el río Guadalquivir hasta Sevilla provocó numerosos naufragios, debido a la barra de Sanlúcar de Barrameda y a fondos arenosos y escollos de este municipio y de las cercanías de Chipiona. En un estudio de 1987 se contabilizaron 161 naufragios en esta zona entre 1525 y 1812.
Desde 1560 los buques que venían del Nuevo Mundo en malas condiciones podían descargar en Cádiz para evitarse el esfuerzo de remontar el río Guadalquivir, aunque debían transportar en cajas por tierra el oro, la plata, las perlas y el dinero hasta Sevilla para ser registrados por la Casa de la Contratación.
En 1614 el Consejo de Indias autorizó que los navíos completasen su carga en Cádiz antes de partir.
En 1616 un funcionario del Consejo de Hacienda advertía que había barcos que no llegaban a Sevilla, sino que se quedaban en Cádiz, donde se pagaban menos derechos, se cometían más fraudes y los comerciantes extranjeros tenían más margen de actuación.
Desde 1622 los barcos de las armadas de escolta para los barcos que transportaban los metales preciosos recibieron permiso para permanecer fondeados en Cádiz, sin los problemas de calado fluvial de Sevilla.
En 1664 se prohibió a las flotas de Indias parar en Cádiz, para ayudar a la centralización en Sevilla. Sin embargo, en 1680 se fijó la cabecera de las flotas de Indias (es decir, su arribo y descarga) en Cádiz. En 1717 se trasladó la Casa de la Contratación a dicha ciudad. En la bahía de Cádiz existía un complejo de fortificaciones y, aunque en 1702 se habían demostrado insuficientes, se pensó que con la Armada allí quedaba suficientemente guarnecida.

### SiglosXIXyXX
En 1895 empezaron a embarcarse en Sevilla grandes cantidades de hierro procedente del Cerro del Hierro (en San Nicolás del Puerto).
Desde comienzos del siglo XX se trajeron minerales hasta el embarcadero de la Compañía de las Minas de Cala en San Juan de Aznalfarache. Desde 1918 llegaban aquí en ferrocarril minerales de los yacimientos de El Teuler (entre Cala y Santa Olalla del Cala) y el Castillo de las Guardas y desde 1920 había un ramal para traer también minerales del yacimiento de Peña del Hierro (en Nerva).
En 1920 había en Sevilla 16 compañías mineras. Entre ellas destacaba la poderosa The Seville Sulfhur Cooper, que se dedicaba a explotar las minas de Aznalcóllar. El mineral de este yacimiento era transportado al Puerto de Sevilla en ferrocarril.
Por estos años también se traían al puerto en ferrocarril adoquines de las canteras de Gerena. Solo en 1925 se llevaron al puerto 13 000 toneladas de estos adoquines.
En 1892 ya consta que entraban por el puerto bidones de petróleo. La cantidad de petróleo importado no dejó de aumentar en los años sucesivos. En 1908 se instaló en el puerto la sociedad petrolera de Manuel Salas, que contó con depósitos en los muelles para luego refinar el producto en su factoría de Camas. En 1919 se importaron 4 000 toneladas de este producto y en 1923 la cifra había aumentado hasta casi 24 000. Por esta última fecha en el puerto también operaba la petrolera Deutsch y Compañía. En 1924 se instaló aquí también otra empresa petrolera más fuerte y con más movimiento que las anteriores: la Sociedad Petrolífera Española. En 1927 se estableció un monopolio petrolero en España en manos de CAMPSA, que se instaló en el puerto sevillano en 1929. En 1986 se inauguró el ramal Sevilla-El Arahal del oleoducto Rota-Zaragoza, provocando que cayese la cantidad de petróleo que entraba por el puerto de Sevilla.
En la segunda mitad del siglo XIX empezó el tráfico de contenedores con el propósito de proteger la mercancía de una estiba inadecuada y de los robos de material en los tinglados de los puertos. Este tipo de transporte empezó a extenderse desde la Segunda Guerra Mundial. En 1957 se empezaron a crear buques específicos para el tráfico de contenedores. La forma de los contenedores fue estandarizada por la ISO en 1965. En 1990 se movieron en el puerto sevillano 30 811 contenedores y en 1999 la cifra había crecido hasta los 72 600.
En la década de 1990 ya había líneas regulares de contenedores entre Sevilla y Canarias.
Según el artículo 149.1.20 de la Constitución de 1978 el Estado tiene competencia exclusiva sobre los puertos que califique como de interés general. El Puerto de Sevilla fue gestionado como un organismo autónomo del Estado.
En virtud de la Ley 27/1992, de 24 de noviembre, de Puertos del Estado y de la Marina Mercante, el 1 de enero de 1993 se constituyó la Autoridad Portuaria de Sevilla.
En 1997 el puerto superó por primera vez en su historia los 4 millones de toneladas de tráfico.

## Obras en el Guadalquivir (siglosXVIII-XXI)
Una corta es un canal artificial lo más recto posible para unir los dos extremos de un meandro. Sus objetivos eran acortar la distancia de Sevilla al mar, fomentar una sola pendiente en el desnivel del río y suprimir los lugares de poco fondo.
En 1794 se llevó a cabo la corta de Merlina y en 1816 la corta Fernandina o del Borrego.

En 1870 se creó la Junta de Obras del Puerto de Sevilla, adscrita al Ministerio de Obras Públicas. En un primer momento, esta junta solo tenía jurisdicción unos 25 kilómetros aguas abajo de Sevilla. El ingeniero Jaime Font y Escolá estuvo al frente de la Junta de Obras entre 1871 y 1879. En 1888 se concluyó la corta de los Jerónimos. Por Real Orden del 10 de agosto de 1892 la jurisdicción de la Junta de Obras del Puerto de Sevilla y la de la Comandancia de Marina de Sevilla se extendieron hasta la desembocadura del Guadalquivir.

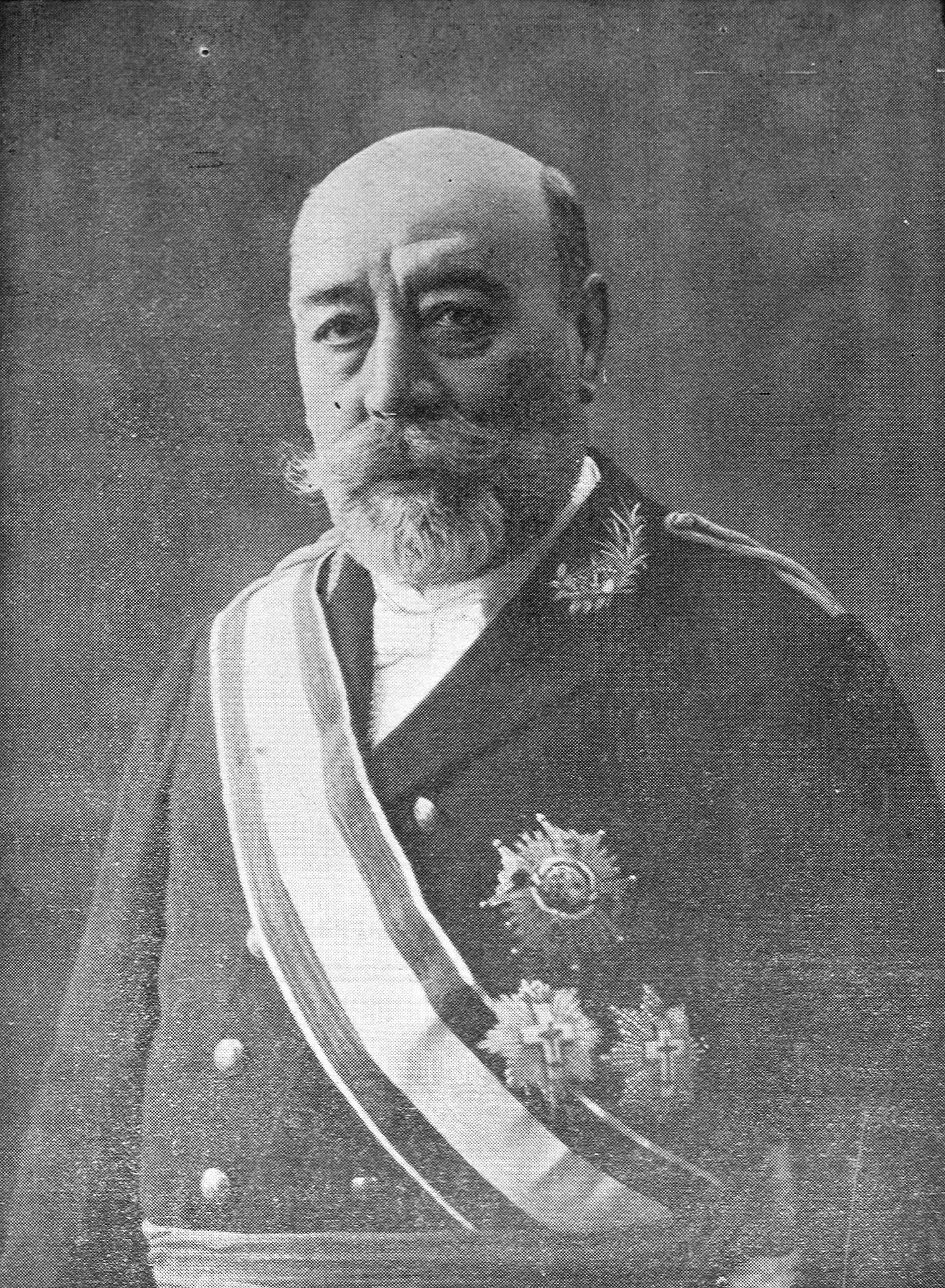
Luis Moliní Uribarri, ingeniero director de la Junta de Obras del Puerto de Sevilla entre 1895 y 1915.

Luis María de Moliní y Uribarri fue ingeniero director de la Junta de Obras del Puerto de Sevilla entre 1895 y 1915. En 1903 resumió sus ideas de modernización en su Proyecto de las obras de mejora del puerto de Sevilla, de la Ría del Guadalquivir y de su desembocadura. La obra principal del llamado "Plan Moliní" era la corta de Tablada, o canal de Alfonso XIII, que reduciría la distancia entre Sevilla y el Atlántico evitando los meandros de los Gordales, las Pitas y Punta del Verde, en San Juan de Aznalfarache y Gelves respectivamente. El plan también pretendía dotar al Puerto de Sevilla de unos 600 metros de nuevos muelles de hormigón armado, con sus tinglados y conexiones ferroviarias.
Los trabajos de la corta de Tablada comenzaron en 1909. Se interrumpieron por problemas económicos en 1916. Se reanudaron en 1919 y quedaron terminaron en 1926. En 1926 entró en servicio también un nuevo canal, señalizado por boyas y luces, en la barra de Sanlúcar de Barrameda.
En 1915 Moliní fue sustituido en el cargo de ingeniero director de la Junta de Obras del Puerto por José Delgado Brackenbury, que se encargó de continuar realizando el plan de su antecesor. En 1927 elaboró el conocido como "Plan Brackenbury", que convertiría el Guadalquivir a su paso por Sevilla en una dársena cerrada al sur por una esclusa, pasando el río vivo por San Juan de Aznalfarache y la Vega de Triana. José Delgado Brackenbury describió el plan del siguiente modo:

Se propone la apertura de un nuevo cauce que, arrancando del río Guadalquivir, frente a Cartuja, aguas arriba de Sevilla, llegase a buscar el brazo de S. Juan, por el pueblo que le da nombre. Este canal y su prolongación por el brazo de San Juan, vendrá a constituir el nuevo cauce fluvial quedando libre el puerto de las influencias del río, mediante terraplenes de cerramiento que se establecerán sobre los cauces actuales, uno aguas arriba del puente de Chapina; otro al extremo del canal de Alfonso XIII; más un tercero sobre el trozo del antiguo cauce en la Punta de Tablada. El puerto quedará, por tanto, convertido en una dársena cerrada, de nivel constante y libre de la influencia del río; para su acceso se proyecta, lateralmente al cerramiento del Canal de Alfonso XIII, la construcción de una esclusa de navegación de 200 m. de longitud, 25 m. de anchura y 8 m. de fondo

El 1 de noviembre de 1929 el rey Alfonso XIII inauguró el inicio de las obras. Las obras del nuevo cauce por la Vega de Triana se suspendieron en 1933 y continuaron en 1943.
Para proteger al barrio de Triana de inundaciones se planeó un malecón o muro de defensa de 50 metros de anchura y entre 6 y 8 metros de altura paralelo al río.
Las obras del "Plan Brackenbury" de 1927 no terminaron hasta 1951.
En 1951 se construyó la esclusa al sur del puerto. Esta permitía el paso de barcos de 190 metros de eslora y de 24,5 metros de anchura.
Todos los años se realiza un dragado de mantenimiento en el Guadalquivir sin superar determinadas profundidades máximas.
En 2008 la Autoridad Portuaria publicó un Plan de Desarrollo para las infraestructuras y servicios del Puerto de Sevilla que contemplaba un nuevo acceso marítimo para permitir el acceso de buques de hasta 8,5 m de calado y 40 m de manga, con una nueva esclusa y un dragado de profundización del río. El Plan de Desarrollo se apoya en un Plan Estratégico y en un Plan Director de Infraestructuras, el cual fue ratificado en 2006.
Para mantener el potencial comercial del puerto y albergar barcos de más de 20 metros de ancho fue precisa la construcción de una nueva esclusa. Esta fue demandada por la Autoridad Portuaria desde los años 90 y comenzó a realizarse en los años 2000. La nueva esclusa fue inaugurada en noviembre de 2010. El 7 de mayo de 2013 el príncipe Felipe y su esposa Letizia visitaron las instalaciones del Puerto de Sevilla y la nueva esclusa.
Con respecto al dragado de profundización, en 2005 el gobierno creó una Comisión Científica para el Estudio de las Afecciones del Dragado del Río Guadalquivir. Esta comisión emitió un dictamen en noviembre de 2010 en el que desaconsejaba el dragado de profundización:

El dragado de profundización se ha demostrado incompatible con la conservación del estuario y por lo tanto de Doñana, recomendamos que se desestime definitivamente el dragado.

El dragado suscitó la oposición de la ONG ecologista WWF por la afección que podría tener en el parque nacional de Doñana.
En septiembre de 2013 el ministro de Agricultura, Consumo y Medio Ambiente Miguel Arias Cañete se opuso a la realización del dragado de profundización hasta que no se tomaran medidas para evitar la salinización de la ría, con el objetivo de mantener los cultivos de arroz en la comarca del Bajo Guadalquivir.
En junio de 2014 la Unesco pidió a España que no autorizase el dragado de profundización por el impacto que este tendría en Doñana.

## Zona franca
El 30 de julio de 2013 el alcalde Juan Ignacio Zoido y el ministro de Hacienda Cristóbal Montoro firmaron en el Ayuntamiento la creación de una zona franca para Sevilla. El 31 de agosto de 2013 el Boletín Oficial del Estado publicó la creación de una zona franca de Sevilla "para el almacenaje, transformación y distribución de mercancías", con una extensión de 719 876 m², localizado en el extremo norte de la Eurovía Guadalquivir E-60.02 advirtiendo que la puesta en marcha de esta nueva institución "no podrá generar incremento ni de dotaciones, ni de retribuciones ni de otros gastos de personal al servicio del sector público".

## Características
La Unión Europea establece dos corredores trans-europeos (Red Transeuropea de Transporte, TEN-T) que entran en la península ibérica: el Atlántico y el Mediterráneo. El Corredor Atlántico pasa por la frontera francesa por Irún-Hendaya, pasa por Vitoria, Burgos y Valladolid y llega hasta Portugal. Sevilla es situada como parte de la red básica (Core Network) del Corredor Mediterráneo. Este va por la frontera francesa por Portbou-Cervera, pasa por Barcelona y Valencia y llega hasta Algeciras y Sevilla.
El puerto agrupa su comercio en mercancía general, graneles sólidos y graneles líquidos. La mercancía general abarca los productos embalados y los que se encuentran en contenedores transportados por buques de carga general o portacontenedores. Los graneles sólidos son las cargas transportadas sin embalaje (carbón, mineral, cereales, cemento, abonos, etc.). Los graneles líquidos son el petróleo y sus derivados, así como aceites, vinos y agua a granel, entre otros productos.
El tráfico del Puerto de Sevilla mueve en torno a cuatro millones de toneladas anuales. Destaca de forma especial el tráfico relacionado con el sector agrícola (aceites, cereales, abonos, etc.), tanto en graneles líquidos y sólidos como en mercancía general. También es destacable su tráfico de chatarra y productos siderúrgicos.
En 1995 el puerto generaba 9 349,28 puestos de trabajo, lo que suponía un 2,17% del empleo de la provincia de Sevilla.
En la actualidad, en el entorno del puerto hay unas 200 empresas que generan 23 000 puestos de trabajo.
El Puerto de Sevilla también posee una zona para que atraquen cruceros marítimos, el muelle de las Delicias. En ese muelle también hay un paseo, un par de restaurantes y el pabellón de Argentina de la Exposición de 1929. A finales de 2014 se inauguró en dicho muelle un acuario.
Así como en la Plaza de España del parque de María Luisa se encuentra la Capitanía General del Ejército de Tierra, en el recinto del puerto está la Capitanía Marítima en otro edificio de la década de 1920. La Capitanía Marítima de Sevilla controla los distritos marítimos de Sevilla (desde Alcalá del Río al Caño del Yeso) y Sanlúcar de Barrameda (desde el Caño del Yeso hasta el Faro de La Higuera y desde ahí hasta el Puntazo).
Una de las naves del puerto en la avenida de Las Razas cuenta con un museo de historia de la institución, centrándose sobre todo en la Edad Contemporánea.
En 2020 había tres líneas regulares de contenedores con las Islas Canarias. En 2017 se inauguró una nueva línea de contenedores que pasaba por los puertos de Tilbury, Róterdam y Sevilla.
En 2021 la delimitación de espacios y usos de los terrenos del Puerto de Sevilla era la siguiente:
| Área                           | Superficie total (m²) | Superficie en concesión (m²) | Longitud de muelle (m) | Calado medio (m) | Uso dominante |
| ------------------------------ | --------------------- | ---------------------------- | ---------------------- | ---------------- | --- |
| Las Delicias                   | 0.226.410             | 103.110                      | 1090                   | 7,5              | Pasajeros. Náutico-deportivo. Interacción puerto-ciudad |
| Muelle de Tablada              | 0.244.676             | 028.610                      | 1156                   | 7,5              | Graneles sólidos. Mercancía general. Pasajeros. Interacción puerto-ciudad |
| Polígono de Tablada            | 0.172.910             | 065.053                      |                        |                  | Logístico. Interacción puerto-ciudad |
| Cabecera del Puerto            | 0.229.032             | 006.675                      | 0200 (pantanales)      | 7,5              | Pasajeros. Náutico-deportivo. Interacción puerto-ciudad |
| Dársena del Batán              | 0.606.537             | 248.904                      | 1540                   | 7,5              | Graneles líquidos. Graneles sólidos. Mercancía general. Industrial. Cuenta con los muelles que concentran más actividad del puerto (el muelle del Centenario y el de Batán Norte) y tiene una terminal ferroviaria |
| Mirador del Batán              | 0.195.338             | 041.509                      | 0183                   | 7,5              | Graneles. Mercancía general. Náutico-deportivo. Interacción puerto-ciudad |
| Dársena del Cuarto             | 1.949.892             | 291.034                      | 0315                   | 7,5              | Graneles líquidos. Graneles sólidos. Mercancía general. Industrial. Logístico |
| Zona de Actividades Logísticas | 0.654.035             | 200.234                      |                        |                  | Logístico |
| Polígono Astilleros            | 0.573.946             | 300.463                      | 0717                   | 6,5              | Industrial. Mercancía general |
| Zona Franca                    | 0.771.133             | 242.713                      | 0440                   | 7,5              | Graneles líquidos. Graneles sólidos. Mercancía general. Industrial. Logístico |
| Esclusa-Punta del Verde        | 1.240.770             | 0                            |                        |                  | Esclusa. Graneles líquidos. Graneles sólidos. Mercancía general. Industrial. Logístico |
| Reserva Portuaria              | 1.852.944             | 0                            | 0064                   | 7,5              | Vaciaderos. Terrenos |
| Terrenos Guadalquivir          | 2.598.325             | 0                            |                        |                  | Terrenos agrícolas. Edificios e instalaciones de apoyo al tráfico marítimo, de mantenimiento y dragado |

El tráfico de contenedores en el Puerto de Sevilla se realiza en el Muelle del Centenario.
En el muelle del Centenario y en el de Batán Norte se transporta mercancía rodada (Ro-Ro).
La Autoridad Portuaria de Sevilla se rige actualmente por el Real Decreto Legislativo 2/2011, de 5 de septiembre.

### Servicios
En el puerto trabajan cargadores (que trasladan mercancías desde la terminal donde están hasta el costado del buque) y estibadores (que llevan mercancía desde el costado del buque hasta su localización dentro del mismo). También hay trabajadores que realizan funciones de desestiba y descarga, de forma inversa a descrito. El uso de tecnología hace que haya menos trabajadores encargados de esta tarea que en otros siglos, aunque los trabajadores que hay son más cualificados.
También operan los prácticos, que asisten o asesoran al capitán del buque para facilitar su entrada y salida del puerto.
Los remolcadores ayudan al movimiento del buque mediante el auxilio de otra embarcación. Este servicio se puede prestar tanto a la entrada como a la salida del puerto, así como en las operaciones de atraque y desatraque.
Los amarradores recogen las amarras del buque, las portan y las fijan en los elementos fijos del puerto, que pueden ser norayes o bolardos.
Los consignatarios prestan servicio al buque incluso antes de su llegada a puerto y hasta la salida del mismo y actúan como intermediarios por cuenta del armador o el propietario del barco. Estos servicios pueden ser implícitos (gestión de atraque, aduana, derechos de entrada y estancia, atención médica a tripulantes y seguimiento de las operaciones portuarias) o explícitos (que le sean asignados mediante instrucciones precisas).
Los agentes de aduanas, por su parte, son profesionales que se dedican a los trámites administrativos para el despacho de las mercancías. Estos gestionan, tramitan y liquidan las declaraciones por comercio exterior ante la Aduana.
Los transitarios se encargan de coordinar el transporte de las mercancías desde el puerto hasta donde lo establezca el cliente.
La Autoridad Portuaria se encarga del suministro de agua y electricidad a los buques mediante instalaciones fijas en los muelles. El suministro de combustible, salvo en Canarias, es prestado en los puertos españoles por una sola empresa en régimen de monopolio. El resto de avituallamientos y suministros suelen ser ofrecidos por varias empresas en régimen de competencia.
La recogida de basuras y residuos contaminantes es prestada por empresarios privados en régimen de concesión.
El puerto también ofrece servicios de almacenamiento. Estos son espacios (cubiertos o no), edificios generales o especializados (por ejemplo, frigoríficos) para depositar las mercancías.

## Elhinterland
El estudio más reciente sobre el hinterland del Puerto de Sevilla fue realizado en 1990 por la Consejería de Obras Públicas y Transportes de la Junta de Andalucía. Se estableció un hinterland teórico basándose en las conexiones por carretera y ferrocarril y otro real basado en datos de 1986.
En 1986 los graneles sólidos y líquidos (en menor cantidad) de este puerto se movían por la provincia de Sevilla. Con respecto a la mercancía general convencional, el tráfico estaba vinculado en mayor medida a la provincia de Sevilla y Madrid con un flujo de poca entidad con Alicante. Con respecto a las descargas de mercancía general convencional, una parte iba a parar a Extremadura. Con respecto a la mercancía general transportada en contenedores existía una preponderancia en la carga de productos del área metropolitana de Sevilla y de Madrid, por haber en estos lugares muchos almacenes y distribuidores de productos muy diversos. También había flujo de mercancía de contenedores con las provincias de Badajoz y Ciudad Real. El tráfico de mercancías del Puerto de Sevilla con Madrid se apoyaba en la carretera N-4.
Hay que destacar que el Puerto de Sevilla cuenta con la competencia de los cercanos puertos de Huelva, Cádiz y Algeciras.

## Elforeland
En 1979 el 54,73% de las mercancías que movía el puerto de Sevilla tenía su origen o destino en puertos españoles. En 1989 este porcentaje pasó a ser del 27,55% y en 1997 del 28,18%. En 1997 el tráfico de mercancías con Canarias (realizado mediante contenedores y Ro-Ro con los puertos de Las Palmas de Gran Canaria y Santa Cruz de Tenerife) suponía un 72,17% del total del tráfico español del Puerto de Sevilla.
En 1986 España entró en la Comunidad Económica Europea y el comercio del Puerto de Sevilla con el resto de países de este grupo pasó del 9,24% del total en 1979 a cerca del 44% en 1989 y 1997.
Con respecto a Europa del Este, en 1979 el porcentaje de comercio del Puerto de Sevilla con ellos pasó del 1,20% en 1979 a un 6,81% en 1997.
En el caso de Oriente Medio, en 1979 el porcentaje de comercio del Puerto de Sevilla con ellos pasó del 1,21% en 1979 a un 6,29% en 1997.
Los porcentajes de tráfico de mercancía, sin embargo, disminuyeron durante el último cuarto del siglo XX entre el Puerto de Sevilla y el Magreb (de un 15,73% en 1979 a un 10,07% en 1997), América del Norte (de un 11,38% en 1979 a un 1,51% en 1997) y América del Sur (de un 5,22% en 1979 a un 1,48% en 1997).

## Cruceros
En 2013 se inauguró una terminal de cruceros en el muelle de las Delicias realizada con contenedores de mercancías reciclados. Esta tenía una superficie de 460 metros cuadrados. En 2016 se aumentó la superficie de esta terminal hasta los 1 090 metros cuadrados.
En 2019 hubo 90 escalas de cruceros en el Puerto de Sevilla, trayendo a la ciudad un total de 20 000 pasajeros.
Las embarcaciones que quieran acceder al muelle de las Delicias o al Club Náutico que hay en Los Remedios deben de hacerlo cruzando el Puente de las Delicias, que es levadizo.
La intención del puerto en el futuro es que Sevilla sea puerto base de los cruceros y crear una nueva terminal de cruceros en el muelle de Tablada, que tiene mayor longitud que el muelle de las Delicias y permitiría el atraque de más cruceros y de mayores dimensiones.

## Astilleros

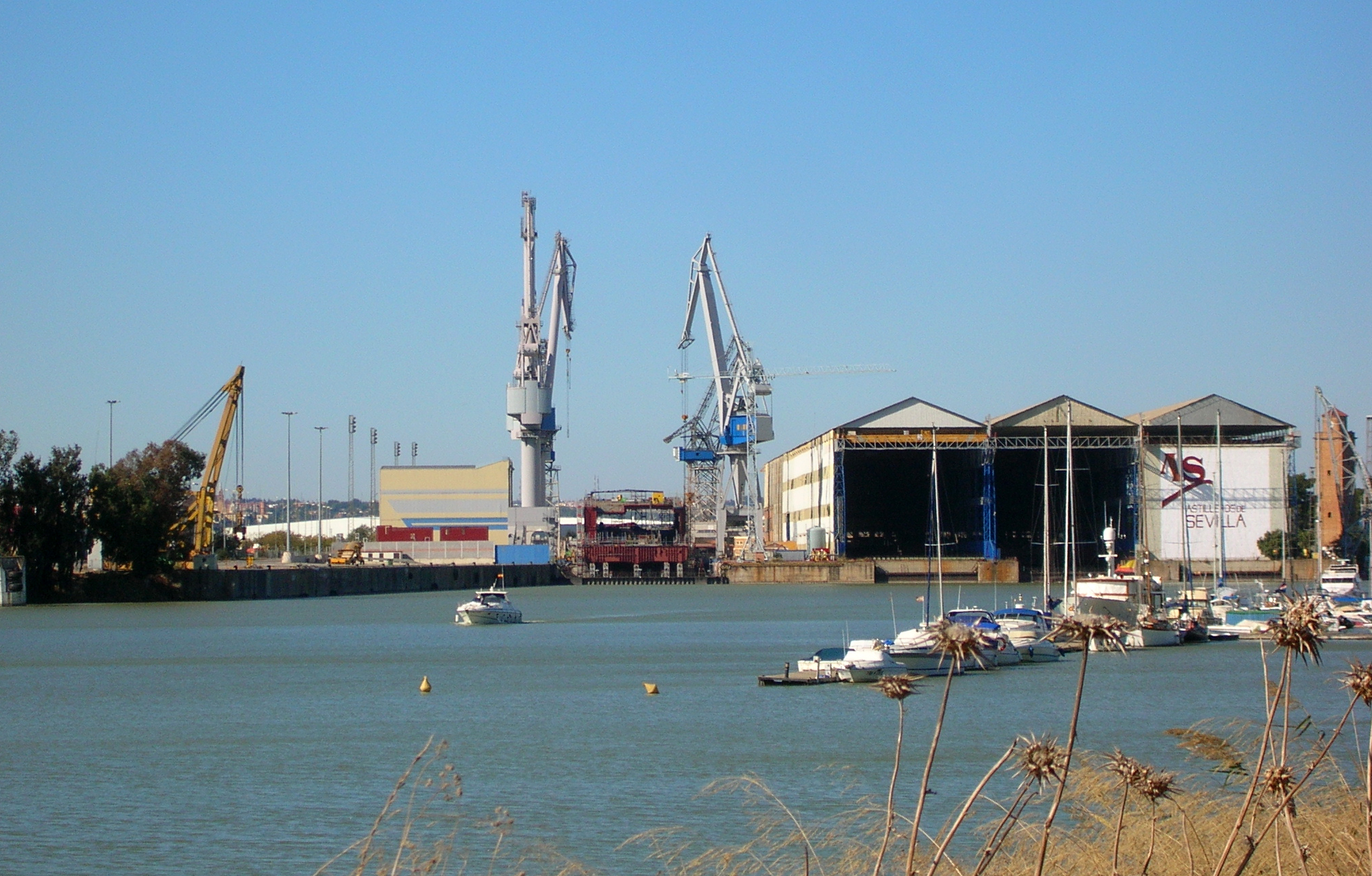
Zona cercana a la antigua esclusa; en el centro, los Astilleros de Sevilla.

En 1953 comenzaron a funcionar los Astilleros de Sevilla en las instalaciones portuarias y, en 1956, Franco los inauguró oficialmente. Esta acción estaba enmarcada en los planes de industrialización nacionales impulsados por el Instituto Nacional de Industria. Los astilleros cerraron en diciembre de 2011 por la quiebra de la concesionaria (Astilleros de Huelva),
pero fueron reabiertos a partir del año 2014 a través de la empresa Astilleros del Guadalquivir. La actividad durante el año 2016 fue la construcción de dos barcos nuevos y la reparación de 12.